# Harmat Artúr
Harmat Artúr (1903-ig Hubacsek, Nyitrabajna, 1885. június 27. – Budapest, 1962. április 20.) katolikus egyházi zeneszerző, a Zeneakadémia tanára, karnagy, az Országos Magyar Cecília Egyesület alelnöke. 1950-től Maros Rudolf zeneszerző apósa.

## Pályafutása
Apja Hubacsek Ferenc építőmester, édesanyja Zimkay Veronika volt.
A Zeneakadémián egyházzenei szakot hozott létre.

## Művei
Sok misét és kórusművet komponált. Szent vagy, Uram! címmel katolikus énektár énekes részét, Sík Sándor a szöveget szerkesztette. Ma is használják „Hozsánna” és kibővítve „Éneklő egyház” címmel.